# Хорње Штитаре
Хорње Штитаре (слч. Horné Štitáre) насељено је мјесто са административним статусом сеоске општине (слч. obec) у округу Топољчани, у Њитранском крају, Словачка Република.

## Становништво
| Година:    | 1994. | 2004.   | 2014.    | 2024.    |
| ---------- | ----- | ------- | -------- | -------- |
| Број људи: | 456   | 452     | 506      | 654      |
| Разлика:   |       | -0,87 % | +11,94 % | +29,24 % |

| Година:    | 2023. | 2024.   |
| ---------- | ----- | ------- |
| Број људи: | 676   | 654     |
| Разлика:   |       | -3,25 % |

Према подацима о броју становника из 2011. године насеље је имало 487 становника.